# Me and Mrs. Jones
"Me and Mrs. Jones" é uma canção soul de 1972 escrita por Kenny Gamble, Leon Huff, e Cary Gilbert, e originalmente gravada por Billy Paul. Ela descreve um caso amoroso extraconjugal entre um homem e sua amante, a Sra Jones. Na música, os dois encontram-se escondidos "todo dia no mesmo café", onde eles se dão as mãos e conversam. Os dois estão presos em um dilema: "Nós dois sabemos que é errado/Mas é muito, muito forte/Para abrir mão agora".

## Versão do Billy Paul
"Me and Mrs. Jones" foi um single #1 originalmente cantado por Billy Paul, gravado e lançado em 1972, sob a marcaCBS Records' Philadelphia International. O single, incluído no álbum 360 Graus de Billy Paul, foi escrito por Cary 'Hippie' Gilbert, Kenny Gamble e Leon Huff.
O single tornou-se o único single #1 do Paul na tabela Billboard Hot 100 dos EUA, mantendo-se nesta posição por 3 semanas em dezembro de 1972. "Me and Mrs. Jones" também conseguiu figurar na tabela Billboard R&B Singles, permanecendo no topo por 4 semanas. No Hot 100, substituiu a música "Papa was a Rollin' Stone" do grupo Temptations, e foi substituída por "You're so Vain" da Carly Simon. A música cantada por Paul conseguiu chegar também à posição #10 na tabela Adult Contemporary. Por 2 semanas, em fevereiro de 1973, atingiu a posição #12 na tabela UK Singles.
As versões de rádio eram mais curtas, omitindo o segundo verso, bem como encurtando a coda. O vídeo clipe desta canção apresenta Billy Paul tocando piano em uma sessão de gravação, enquanto acompanhado por dançarinos.